# Leon Jankowski (oficer)
Leon Wawrzyniec Jankowski (ur. 6 września 1901 w Wólce Mławskiej, zm. 1 maja 1975 w Kutnie) – oficer broni pancernych Wojska Polskiego i Polskich Sił Zbrojnych, w 1964 mianowany pułkownikiem przez generała Władysława Andersa.

## Życiorys
Urodził się w rodzinie Stanisława i Heleny z Parcińskich. W czerwcu 1920 wstąpił ochotniczo do Wojska Polskiego.
Od 4 sierpnia 1921 do 7 lipca 1922 był uczniem klasy 41. lub 44. Szkoły Podchorążych Piechoty w Warszawie, a w roku szkolnym 1922/1923 uczniem Oficerskiej Szkoły Piechoty w Warszawie. 2 lipca 1923 Prezydent RP mianował go podporucznikiem ze starszeństwem z dniem 1 lipca 1923 i 64. lokatą w korpusie oficerów piechoty, a Minister Spraw Wojskowych wcielił do 32 pułku piechoty w Modlinie na stanowisko dowódcy plutonu. Od stycznia do lipca 1925 był słuchaczem Centralnej Szkoły Czołgów. Po ukończeniu kursu przydzielono go do 1 pułku czołgów na stanowisko dowódcy plutonu. 21 grudnia 1925 został awansowany na porucznika ze starszeństwem z dniem 1 lipca 1925 i 55. lokatą w korpusie oficerów piechoty. Od października 1931 dowodził kompanią szkolną w 3 pułku pancernym w Modlinie. W kwietniu 1934 został przeniesiony do Centrum Wyszkolenia Czołgów i Samochodów Pancernych w Modlinie na stanowisko dowódcy szwadronu w doświadczalnym batalionie pancerno-motorowym. W 1935 został awansowany na kapitana ze starszeństwem z dniem 1 stycznia 1936 i 212. lokatą w korpusie oficerów piechoty. W 1937 został przeniesiony do korpusu oficerów broni pancernych. W tym samym roku jednostka, w której pełnił służbę została przemianowana na 11 batalion pancerny. Na stanowisku dowódcy szwadronu pozostawał do wybuchu wojny.
W czasie kampanii wrześniowej 1939 służył w Ośrodku Zapasowym Broni Pancernych nr 3, który został ewakuowany do Żurawicy, a następnie Podkamienia na Podolu. Jako zastępca dowódcy pozostałości 5 bpanc walczył z pododdziałami Armii Czerwonej i ukraińskimi bojówkami w okolicach Tyśmienicy i Nadwórnej. 22 września przekroczył granicę węgierską i został internowany.
Po dwóch tygodniach pobytu w obozie uciekł i przedostał się do Francji. W listopadzie 1939 mianowany został dowódcą kompanii w batalionie zapasowym. Następnie przeniesiony do 10 brygady kawalerii pancernej na dowódcę szwadronu. Do Anglii ewakuowany został z portu La Rochelle. W lipcu 1940 został dowódcą kompanii w II batalionie 1 pułku czołgów, a w styczniu oddelegowany został na kurs dla oficerów starszych. Po kursie pełnił obowiązki dowódcy kompanii 66 batalionu czołgów. W lipcu 1942 został skierowany na Bliski Wschód, gdzie 5 sierpnia 1942 objął stanowisko zastępcy dowódcy 5 batalionu czołgów. 3 maja 1943 został awansowany do stopnia majora. Po przemianowaniu 5 batalionu czołgów na 1 pułk ułanów krechowieckich, odpowiadał za szkolenie pancerne oddziału. W maju 1944 został przeniesiony na stanowisko dowódcy batalionu zapasowego czołgów, a we wrześniu wyznaczony na zastępcę dowódcy 7 pułku pancernego. W styczniu 1945 został jego ostatnim dowódcą. Na stopień podpułkownika został awansowany ze starszeństwem z dniem 1 stycznia 1946, lecz awans ten został ogłoszony kilka lat później. W lipcu 1946 wraz ze swoim pułkiem został skierowany do obozu Hardwick Hall w Środkowej Anglii. Po przekształceniu pułku w Dywizyjny Ośrodek Wyszkolenia Zawodowego, został dowódcą i jednocześnie komendantem obozu w Hardwick Hall.
W lutym 1949 został zwolniony z PSZ i osiadł w Mansfield. Podjął pracę w miejscowej fabryce. W 1964 został mianowany pułkownikiem. Do Polski powrócił w latach 70. XX w. i zamieszkał w Kutnie. Tam też zmarł i został pochowany na cmentarzu parafialnym.
Był żonaty z Janiną Niewęgłowską, z którą miał dwoje dzieci: Barbarę i Wojciecha.

## Ordery i odznaczenia
- Złoty Krzyż Zasługi z Mieczami (dwukrotnie)
- Srebrny Krzyż Zasługi – 1938
- Krzyż Pamiątkowy Monte Cassino
- Medal Wojska
- Order Imperium Brytyjskiego (Member of the Order of the British Empire, MBE)
- Krzyż Kawalerski Orderu Korony Włoch